# Greenville (comté de Greene, New York)
Pour les articles homonymes, voir Greenville.
Greenville est une ville américaine située dans le comté de Greene dans l’État de New York. En 2010, sa population est de 3 739 habitants.

## Source de la traduction
- (en) Cet article est partiellement ou en totalité issu de l’article de Wikipédia en anglais intitulé « Greenville (town), New York » (voir la liste des auteurs).